# Роксон
Roxxon Energy Corporation (также известная как Roxxon Oil Company, Roxxon Oil Corporation, Roxxon Corporation или просто «Роксон» (англ. Roxxon)) — вымышленная организация из комиксов, которые издаёт компания Marvel Comics. Впервые появилась в выпуске Captain America #180 (декабрь 1974).

## Отзывы и критика
Когда организация стала ключевым фрагментом видеоигры Spider-Man: Miles Morales, Тео Когод из Comic Book Resources написал, что «„Роксон“, возглавляемая генеральным директором Саймоном Кригером, представляет собой классический пример злой корпорации». Его коллега Кевин Мелроуз отмечал, что «будучи глобальным конгломератом, „Роксон“ представляет собой зверя со многими щупальцами и разнообразными активами». Николас Штрауб из Screen Rant подчёркивал, что «у „Роксона“ богатая история, несмотря на то, что он лишь изредка упоминается в КВМ».